# 보르자 아파트

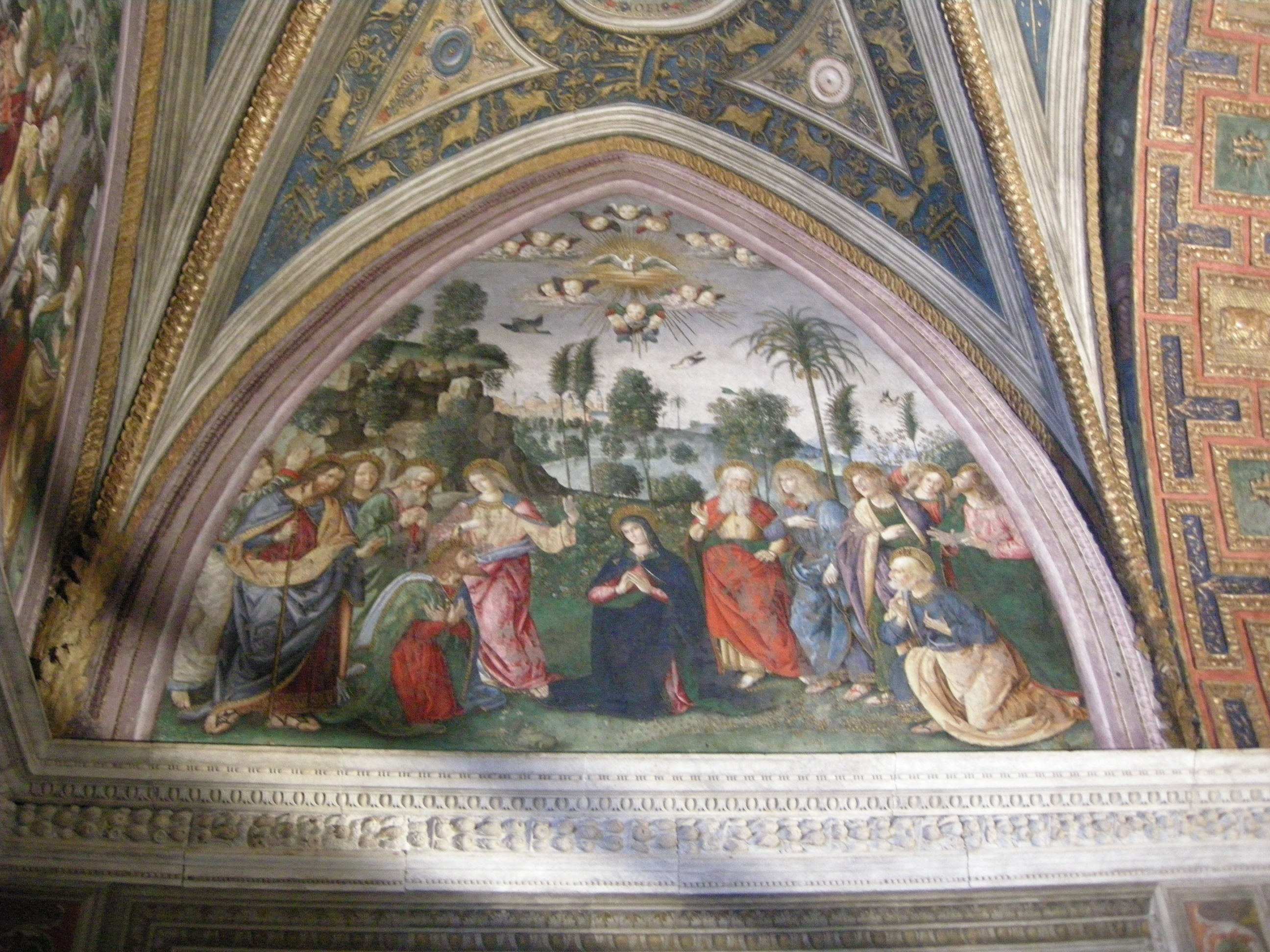

보르자 아파트는 바티칸 시국의 사도 궁전 안에 있는 스위트룸이다.

## 소개
보르자 아파트는 교황 알렉산데르 6세(로드리고 데 보르자)에 의해 사적으로 이용하려는 용도에 맞추어 개조되었다. 15세기 후반에 알렉산데르 6세는 이탈리아인 예술가 핀투리키오에게 자신의 서재와 프레스코화로 장식하라는 지시를 내렸다. 중세 백과사전에서 빌린 주제들을 사용하여 복잡한 도상학적 진행 순서에 따라 1492년부터 1494년까지 그린 그림 중에는 보르자 일족으로 여겨지는 인물들의 신적 근원을 찬양하고, 여기에 종말론적 의미를 덧붙인 그림도 있다. 보르자 아파트는 시빌라의 방, 신경의 방, 교양 과목의 방, 성인의 방, 신심의 방으로 구성되어 있다. 하지만, 이 방들은 실각한 보르자 가문과 밀접한 연관이 있었기 때문에 1503년 교황 알렉산데르 6세의 선종 이후 방치되었다. 1889년 교황 레오 13세는 이 방들을 복원하였으며 일반 대중에 공개하였다.